# Josepa Naval i Girbés
Josepa Naval i Girbés (Algemesí, Ribera Alta, 11 de desembre de 1820 - 24 de febrer de 1893) va ser una dona seglar, consagrada a la instrucció i educació cristiana de les joves del seu poble. Per la seva tasca exemplar, és venerada com a beata per l'Església catòlica.

## Vida
Va néixer a Algemesí en una família de camperols, filla de Francesc Naval i Josepa Maria Girbés, primera de cinc fills. Batejada com a Maria Josepa, de gran era coneguda com a Pepa o Senyora Pepa. Va estudiar a l'escola de l'Ensenyança, que depenia de la Catedral de València. La seva mare morí quan ella tenia tretze anys, i a partir de llavors s'ocupà de la llar i l'educació dels seus germans.
De jove va consagrar la seva castedat a Déu i va començar una vida d'oració i perfecció evangèlica, dedicant-se a fer obres de caritat i apostolat, ajudant a la parròquia. Sota la direcció espiritual del rector Gaspar Silvestre, a banda de tasques de manteniment a la parròquia, Josepa s'ocupava d'ensenyar els pobres que no podien anar a escola; donava consells i orientava persones per reconciliar-los, ajudava les mares en la formació cristiana dels fills, etc. La seva tasca més important era, però, l'educació i formació de les joves: perquè tinguessin possibilitats de viure pel seu compte, quan tenia 28 anys va obrir a casa seva una escola gratuïta de brodat, ja que en sabia molt. El taller era, a més, una escola de catequesi i convivència cristianes.
Es va fer membre de l'Orden Tercer de la Mare de Déu del Carme i de Santa Teresa de Jesús, i tenia una gran devoció per Sant Joan de la Creu. Va excel·lir en la caritat envers els orfes, marginats i malalts, i durant l'epidèmia de còlera que hi hagué a Algemesí en 1885 va arriscar la seva vida per ajudar els malalts. Va morir al seu poble natal el 24 de febrer de 1893.

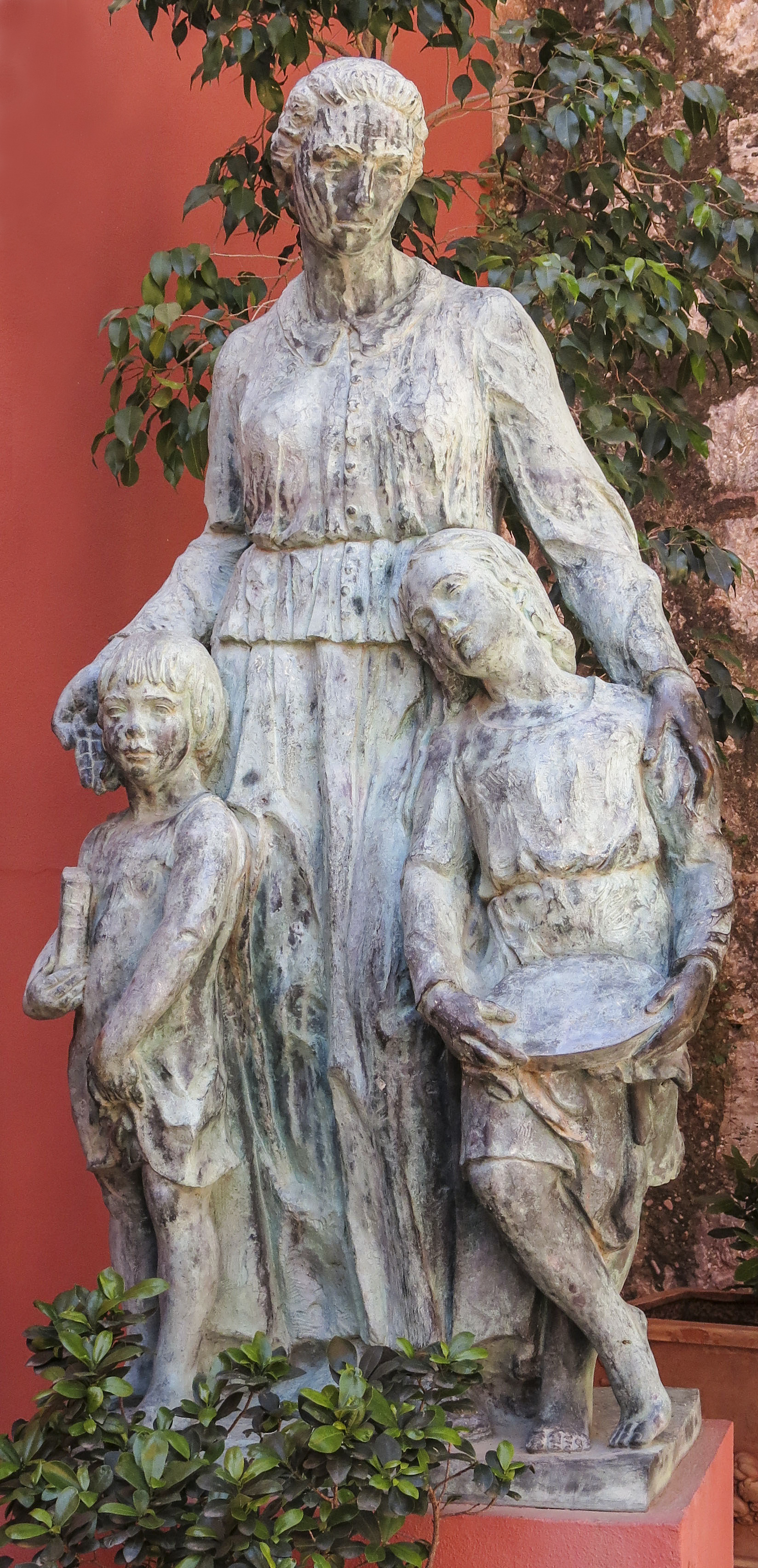
Monument a Josepa Naval, a la Porta de l'aire

## Veneració
Sebollida a l'església de Sant Jaume d'Algemesí, on havia estat batejada i on havia treballat tota la vida, va ser venerada per la seva santedat. Inspirat per la seva obra, Bernat Asensi i Cubells (1889 - 1962), també d'Algemesí, va fundar la congregació de les Missioneres de la Divina Providència i va promoure la beatificació de Josepa Naval, a més d'escriure'n la biografia.
El 25 de setembre de 1988 fou beatificada a Roma per Joan Pau II. Està obert el seu procés de canonització.
La diòcesi de València en celebra la festivitat litúrgica el 6 de novembre i el primer diumenge posterior a aquesta data. El 2005 s'erigí el primer temple dedicat a la beata, a Santo Domingo.